# Olivier Alain
Olivier Alain (3 de agosto de 1918, Saint-Germain-en-Laye - 28 de febrero de 1994, París) fue un compositor francés, organista y musicólogo.

## Biografía
Era hijo de Albert Alain, organista de Saint-Germain-en-Laye y compositor. Los hermanos de Oliver eran: Jehan (1911-1940), conocido compositor y organista, Marie-Claire (1926-2013), organista de renombre internacional y Marie-Oldie una soprano y pianista prometedora, pero falleció siendo muy joven en un accidente de montaña. Oliver Alain ingresó al Conservatorio de París y fue alumno de Tony Aubin y Olivier Messiaen en 1950 y 1951. Luego dirigió el Conservatorio de Saint-Germain-en-Laye 1950-1964 y fue director de la Escuela Superior de Música de César Franck 1961-1972, donde fue profesor de composición y análisis musical. También fue inspector en música en el Ministerio de Cultura de Francia. En 1976, fundó el Conservatorio Nacional de la región de París, que dirigió hasta 1985. También se desempeñó como crítico musical de Le Figaro, Les Nouvelles Littéraires y La Croix. Es autor de un oratorio, motetes y varias piezas para órgano. Se descubrió en una biblioteca privada en Estrasburgo 14 cánones inéditos de Johann Sebastian Bach, en 8 notas fundamentales de la aria original de las Variaciones Goldberg (BWV 1087). Se les considera un importante descubrimiento musicológico del siglo XX hasta la música de Bach.

## Obras

### Órgano
- Chanson de la brume en mer op. 64 (1940. Ligugé: Éditions Europart)
- Suite op. 135 (1951. Paris: Leduc)
- Lacrymae op. 150 (1957. Paris: Éditions Schola Cantorum)
- Prélude-Introït-Récitatif op. 158 (1959: Paris: Éditions Schola Cantorum)
- Offertoire-Fantaisie op. 160 (1961: Paris: Éditions Schola Cantorum)
- Récit pour l'Élévation op. 161 (1962: Paris: Éditions Schola Cantorum)
- Microludes op. 166 (1981. Ligugé: Éditions Europart)

### Música de cámara
- Dithyrambe op. 18 pour hautbois et piano ou trompette, flûte et orgue (1936. Sampzon: Éditions Delatour France)
- Sicilienne op. 24 pour piano, flûte et orgue (1937. Sampzon: Éditions Delatour France)
- Divertissement (nocturne) op. 73 pour flûte et piano ou orgue (1942. Sampzon: Éditions Delatour France)
- Ritournelle op. 74 pour hautbois et piano ou flûte, violon et orgue (1943. Sampzon: Éditions Delatour France)
- Suite op. 98 pour violon et piano  (1945-47. Sampzon: Éditions Delatour France)
- String Quartet op. 123 (1949. Sampzon: Éditions Delatour France)
- Aventure op. 144 pour flûte et orgue (1953. Paris: Salabert)
- Suite française: Suite pour Rameau op. 163 pour trompette et orgue ou flûte et orgue (1964. Sampzon: Éditions Delatour France) créée en 2010 par Yannick Merlin (orgue) et François Frémeau (trompette)
- Ballade op. 163b pour piano et orgue (1948. Sampzon: Éditions Delatour France)
- Songe ou Souvenances (Mneïa) op. 164 pour hautbois et orgue ou flûte et orgue (1973. Sampzon: Éditions Delatour France)
- Threnos (Deuils) op. 167 pour piano et orgue (1982. Sampzon: Édition Delatour France)

### Obras corales
- Lucis Creator optimae op. 55 pour chœur et orgue (1939. Sampzon: Éditions Delatour France)
- Petrus quidem op. 76 pour chœur a capella (1943. Sampzon: Éditions Delatour France)
- Jesu, dulcis amor meus op. 77 pour chœur, solistes et orgue (1943. Sampzon: Éditions Delatour France)
- Noël: Allons, ma voisine op. 78 pour chœur a capella (1943. Sampzon: Éditions Delatour France)
- Cibavit eos op. 88 pour chœur a capella (1944. Sampzon: Éditions Delatour France)
- 3 Repons du Vendredi Saint op. 136-138 pour chœur a capella (1951. Sampzon: Éditions Delatour France)
- 3 Repons du Jeudi Saint op. 139-141 pour chœur a capella (1952. Sampzon: Éditions Delatour France)
- 3 Déplorations: Repons du Samedi Saint op. 145-147 pour voix et clavier (1954. Sampzon: Éditions Delatour France)

### Piano
- Intermezzo op. 162 (1964. Paris: Éditions Choudens)

### 2 Pianos
- Première Ballade op. 69 in E minor (1942, inédit)
- Deuxième Ballade op. 75 in A-flat major (1943, inédit)
- 4 Danses op. 112 (1948, inédit)
- 5 Pièces op. 112a (1948, inédit)

### Voz y piano
- Stances du Banquet (Sponde) op. 79 (1944. Sampzon: Éditions Delatour France)

### Diversas obras
- Tristan op. 89. Musique de ballet, en 12 scènes (1945, inédit)
- La Samaritaine op. 90. Musique en 5 scènes, pour hautbois, harpe et cordes (1945, inédit)
- Symphonie Argentière op. 124 pour orchestre (1949, unpublished)
- Chant funèbre pour les morts en montagne op. 133. Oratorio en 12 scènes pour solistes, chœur et orchestre (1950, inédit)
- L'Athlète aux mains nues op. 134. Musique de film, de Daniel Rops (1950, inédit)
- Henri IV op. 142. Musique de film (1952, inédit)
- Fantaisies pour le CNR Nos. 1 et 2 op. 165 pour divers instruments (1977. Sampzon: Édition Delatour France)
- Odoï op. 168 pour orchestre (1983, inédit)

## Discografía
- Olivier Alain, Albert Alain & Léon Boëllmann; Babette Mondry, orgue; import éd. Gallo, 1998.
- Discographie sur le site France Orgue